# Olivier Schmidt
Olivier Schmidt est un comédien, metteur en scène et auteur de théâtre français. 
Il enseigne également l'art dramatique et l'écriture de plateau.

## Biographie
Né en 1987 à Paris, Olivier Schmidt commence son parcours par la danse classique. Il se forme notamment pendant plusieurs années au sein de l'Académie Internationale de danse Janine Stanlowa. Il s'essaie également à la danse contemporaine, au sein du Centre de Danse du Marais. Mais le théâtre prend rapidement le dessus. Il suit un cursus varié et complet dans différentes écoles de prestige telles que le Cours Florent ou encore l'EIT Béatrice Brout. Il travaille sa technique vocal avec différents professeurs et notamment Carine Robert. 
En 2010, il crée sa propre compagnie pour laquelle il imagine le spectacle musicale Maison(s) close(s). Le spectacle sera joué à Paris pendant deux saisons à la Comédie Nation puis au Théâtre Le Bout. Il enchaîne avec un projet plus personnel, Monsieur le musical, créé au Tremplin Théâtre puis repris au Théâtre Musical Marsoulan et au Vingtième Théâtre. D'autres spectacles suivront comme L'Autre Blanche-Neige ou encore La Vie rêvée de Norma. 
Olivier n'en oublie pas pour autant son métier de comédien.Il joue Goldoni, Molière, Feydeau et les auteurs contemporains. Il s'essaie au spectacle jeune public en reprenant le rôle d'Hircine le Parfumé dans la comédie musicale Ali Baba. Il joue Le Plaisir de l'amour de Robert Poudéroux sous la direction de Vincent Messager à Paris et en tournée.
Fort de ces nombreuses expériences et après une courte pause, il crée avec Kevin Maille une nouvelle structure de production baptisée Les Joyeux de la couronne. La compagnie devient rapidement émergente et met en lumière quatre spectacles en 5 ans d'existence : Ludwig, Monsieur chasse ! de Georges Feydeau, L'Empereur des boulevards ou encore à l'Ombre d'Oz..
Ses premières pièces sont éditées chez Édilivre et L'Empereur des Boulevards est proposée au public par les éditions Les Cygnes.

## Théâtre
Comédien-interprète
- Hommage à Jean Tardieu (mise en scène Térésa Massé, Théâtre Adyar, Paris)
- La Manie de la villégiature d'après Carlo Goldoni : Guglielmo (mise en scène Mourad Berreni, Théâtre de l'Écho, Paris)
- Gagarin Way de Tom Burke : le gardien (Théâtre des Artisans, Paris)
- Maison(s) close(s) d'Olivier Schmidt : Samuel (Théâtre des Artisans, Le Bout, Comédie Nation, Paris et en tournée)
- L'Île des esclaves de Marivaux : Iphicrate (Théâtre des Artisans)
- Dihya de Sophia Kaghat (mise en scène Roland Coutareau, Espace Curial, Fontaine aux Images)
- Le Musical Happy Hour, collectif (Théâtre Le Bout)
- Monsieur le musical d'Olivier Schmidt : Mazarin (Tremplin Théâtre, Théâtre Marsoulan, Vingtième Théâtre)
- Ali Baba - Robert Bouaich- Rôle : Hircine Le Parfumé - Aktéon Théâtre - Paris
- Le Plaisir de l'amour de Robert Poudéroux (mise en scène Vincent Messager, Laurette Théâtre, Paris et en tournée)
- L'Autre Blanche-Neige d'Olivier Schmidt : Sydney (Théâtre Stéphane Gildas, Paris)
- Le Rôle de ma vie d'Erwann Chuberre : Yann (Théâtre Clavel, Paris)
- Quand les belles-mères s'emmêlent, création collective : Raymond Mercier (Théâtre Clavel)
- L'Ordre éternel des choses de Jean-Pol-Lacombe : valet et baronne (Funambule Montmartre, Paris et en tournée)
- Ludwig d'Olivier Schmidt : Richard (La Croisée des Chemins, 95.Le Verbe Fou - Avignon, Théo Théâtre, Paris, La Clarencière - Bruxelles, et en tournée)
- Monsieur chasse ! de Georges Feydeau : Moricet (Théo Théâtre, Théâtre Montmartre Galabru, 95. Le Verbe Fou - Avignon, Paris, la Clarencière - Bruxelles, et en tournée)
- Ciel ! mon dindon ! d'après Georges Feydeau : Pontagnac (Théâtre Montmartre Galabru, 95.Le Verbe Fou, Paris et en tournée)
- L'Empereur des boulevards d'Olivier Schmidt : Hetty (La Croisée des Chemins, Théâtre Montmartre Galabru, Paris)
- Le Petit Avare d'après Molière (mise en scène Florence Fouéré, Théo Théâtre, Paris)
- A l'Ombre d'Oz : Leroy, Victor Flemming (Théo Théâtre, Paris)

Metteur en scène
- Sous le ciel de Paris, spectacle musical coécrit avec Florence Duchez (Fosse Saint-Thomas)
- Maison(s) close(s), spectacle musical
- Monsieur le musical
- L'Autre Blanche-Neige
- La Vie rêvée de Norma d'Olivier Schmidt (Théâtre de Ménilmontant)
- La Dame sanglante d'Olivier Schmidt (Pixel Théâtre)
- L'Ordre Éternel des Choses - Jean Pol Lacombe
- Ludwig II le roi perché
- Monsieur chasse !
- L'Empereur des boulevards
- Ciel ! mon dindon !
- En route pour l'aventure, co-mise en scène avec Marina Gauthier
- A l'Ombre d'Oz

## Distinctions
- 2013 : 5 nominations Les P'tits Molières pour Monsieur Le Musical - Meilleur visuel, meilleur comédien dans un second rôle, meilleur spectacle musical, meilleur auteur, prix du public. Lauréat Prix du Public - Cérémonie : Comédie Caumartin - Président : Patrick Haudecoeur
- 2018 : 5 nominations Les P'tits Molières pour Ludwig II le roi perché - Meilleur auteur, meilleur spectacle tout public, meilleure comédienne dans un second rôle, meilleure comédienne dans un premier rôle, meilleur comédien dans un premier rôle - Lauréat meilleure comédienne dans un second rôle pour Séverine Wolff - Cérémonie : Théâtre de Ménilmontant - Président : Isabelle de Botton
- 2019 : 3 nominations Les P'tits Molières pour Monsieur chasse ! - Meilleur spectacle de comédie, meilleure comédienne dans un second rôle, meilleur comédien dans un second rôle - Lauréat meilleur spectacle de comédie et meilleure comédienne dans un second rôle pour Séverine Wolff - Cérémonie : Café de la Gare - Président : Éric Laugérias
- 2021 : Membre du Jury Professionnel - Festival Les 3 Coups - Courchevel